# فاتن زهران محمد
 فاتن زهران محمد من مواليد 11 أكتوبر عام 1955م، في القاهرة، مصر متخصصة في الكيمياء الحيوية والأحياء البيئية، عرفت كأحيائية متخصصة في السرطانِ وعلم السموميات (Toxicologist) لعملها على التأثيراتِ المعادية للأورام لسمِّ الأفعى. هي حالياً أستاذة الكيمياء الحيوية في جامعة الزقازيق، مصر، ورئيسة قسمِ الكيمياء الحيوية، كليّة العُلُومِ، وعضو لجان ترقية الجامعات المصرية «إي يو بي سي».
عَملتْ كمحاضر كيمياء حيوية في قسم الكيمياء، كليّة العلوم، جامعة الزقازيق، مصر من 1977 إلى 1981. عملت كمحاضرِ مساعد في الكيمياء الحيويةِ، في كليّة العُلُومِ، جامعة الزقازيق مصر من 1981 إلى 1985.

## من منشوراتها
- Fahim FA., Zahran F., Mady EA. "Effect of N. nigricollis venom and its fraction on EAC in mice." In: INTERNATIONAL CONFERENCE OF THE EGYPTIAN SOCIETY OF TUMOR MARKERS ONCOLOGY, 1, Cairo, 1988. Abstracts...Cairo: Ain Shams University- Faculty of Medicine, 1988. 375-94.
- Mohamed AH, Fouad S, El-Aasar S, Salem AM, Abdel-Aal A, Hassan AA, Zahran F, Abbas N. "Effects of several snake venoms on serum and tissue transaminases, alkaline phosphatase and lactate dehydrogenase." Toxicon. 1981;19(5):605-9